# Luis Roberto Guzmán
Luis Roberto Guzmán (San Juan, 9 de abril de 1973), é um ator e cantor porto-riquenho que reside no México. É conhecido por interpretar José Luis Álvarez na telenovela Lo Que La Vida Me Robó. 

## Antecedentes
No início de sua carreira, tentou ingressar no famoso grupo musical Menudos, porém não conseguiu. Eventualmente estabeleceu amizades com os ex-integrantes do grupo. 
Depois ingressou na Universidade de Porto Rico, em Río Piedras, depois de completar seus estudos no Departamento de Drama de da mesma, se mudou para o México em 1999, em busca de alcançar uma carreira de ator de telenovelas. Continuando sua preparação acadêmica estudando com Patricia Reyes Spíndola no Centro Estudos Artísticos de Televisa (CEA).

## Biografia
Nas telenovelas sua carreira começou em "Cuando comienza el amor". Em 2000 participou da novela Siempre te amaré. Em 2001 vieram Amigas y rivales e Sin pecado concebido. Em 2002 trabalhou em Entre el amor y el odio. 
Em 2003 co-protagonizou a telenovela Alegrijes y rebujos.
Em 2005 antagonizou a telenovela Alborada. 
Em 2013, após 8 anos afastado das novelas, protagoniza a telenovela Lo que la vida me robó e atuou ao lado de Sebastián Rulli e Angelique Boyer.
No cinema atuou em filmes como Divina confusión , Amar a morir, Sin ella e "Ladie's Night". 

## Carreira

### Séries de televisão
- Cobra Kai (2022) .... Hector Salazar
- María Magdalena (2018-2019)... Cayo Valerio
- Ingobernable (2017) .... Pete Vásquez
- La promesa (2012) .... Juan Lucas Esguerra[9]
- Infames (2012) .... Porfirio Cisneros[10]
- Mentes en Shock (2011) .... Román Moro[11]
- El Pantera (2007 - 2009) .... Gervasio Robles "El Pantera"

### Telenovelas
- Tierra de esperanza (2023) .... Marcos Rivas
- La mexicana y el güero (2020/21) .... René Fajardo
- La viuda negra(2015)...Ángel Escudero
- Lo que la vida me robó (2013/14) .... José Luis Álvarez / António Olivares
- Alborada (2005-2006) .... Diego de Guevara
- Alegrijes y rebujos (2003) .... Bruno Reyes
- Entre el amor y el odio (2002) .... Gabriel Moreno
- Sin pecado concebido (2001) .... Álvaro
- Amigas y rivales (2001) .... Frank
- Siempre te amaré (2000) .... Alfredo
- Cuando despierta el amor .... Roberto

### Realitys
- Cantando por un sueño (2006)

### Cinema
- La otra familia (2011) como José María "Chema" Fernández
- Sin ella (2010) como Gastón
- Divina confusión (2009) como Baco dios del vino
- Amar a morir (2009) como Luis Ro
- Ladies' Night (2003) como Roco

### Teatro
- Extraños en un tren (2013) .... Bruno
- Cabaret (2004)
- 23 centímetros

## Carreira como cantor
Luis Roberto Guzmán lançou no mercado seu primeiro trabalho chamado Bipolar em 2008 no México, e em 2009 nos Estados Unidos e Porto Rico.

## Prêmios e indicações

### TVyNovelas
| Ano  | Categoria               | Telenovela              | Resultado |
| ---- | ----------------------- | ----------------------- | --------- |
| 2015 | Melhor ator coadjuvante | Lo que la vida me robó  | Venceu    |
| 2006 | Melhor ator antagonista | Alborada                | Indicado  |
| 2002 | Melhor ator coadjuvante | Entre el amor y el odio | Indicado  |